# Holger Sinding-Larsen
Peter Andreas Holger Sinding-Larsen (Christiania, 1869. július 5. – Oslo, 1938. december 12.) norvég építész.
1885 és 1889 között a Christiania Műszaki Egyetemen (ma Oslo), 1892 és 1893 között a Berlini Műszaki Egyetemen tanult, ahol Johannes Vollmer asszisztense volt.
Az 1890-es évek második felében tanulmányutakat tett Spanyolországban, Olaszországban és Görögországban, valamint az Egyesült Királyságban és Svédországban.
1905-től 1922-ig az Akershus-kastély helyreállítási bizottságának tagja volt. 
Több évig a Norvég Iparművészeti Iskola tanára volt. Az 1920-as antwerpeni olimpiai játékok építészetből ezüstérmet szerzett.